# Cryptopygus trioculatus
Cryptopygus trioculatus är en urinsektsart som beskrevs av Izarra 1972. Cryptopygus trioculatus ingår i släktet Cryptopygus och familjen Isotomidae. Inga underarter finns listade i Catalogue of Life.